# آنتونینوس
آنتونینوس (زبان یونانی: Ἁντωνῖνος) فیلسوف نوافلاطونی بود که در قرن چهارم می‌زیست. او پسر اوستاتیوس کاپادوکیه‌ای و سوسیپاترا بود و مدرسه‌ای در کانوب مصر داشت. او یکی از معاصران قدیمی هیپاتیا بود که در نزدیکی اسکندریه زندگی و کار می‌کرد. آنتونینوس تماماً خود را وقف شاگردانش کرد، و هرگز در مورد مسائل الهی اظهارنظر نکرد. یوناپیوس این را به تقوای آنتونینوس نسبت می‌دهد، و خاطرنشان می‌کند که «آنتونیوس از مناسک مذهبی خودداری می‌کند، شاید به این دلیل که مراقب دیدگاه‌های امپراتوری است، و سیاستی را در پیش گرفته که مخالف این اقدامات است.» رفتار اخلاقی آنتونیوس مثال زدنی است. او و شاگردانش به‌شدت به دین یونان باستان وابسته بودند. اما گفته می‌شود که می‌توانست ببیند که پایان آن نزدیک است، و پیش‌بینی کرد که پس از مرگ او، تمام معابد باشکوه خدایان به مقبره‌ها تبدیل خواهند شد.
او برای پیروان خود پیش‌گویی کرد که پس از مرگش معبد دیگری وجود نخواهد داشت و حتی معابد بزرگ و مقدس سراپیس در تاریکی بی‌شکلی فرومی‌رود و دگرگون می‌شود و تاریکی افسانه‌ای و نامطلوبی بر زیباترین چیزها حاکم خواهد شد. زمین و زمان برای همه این پیش‌گویی‌ها شهادت داد و در پایان پیش‌گویی او قدرت یک ناسزا را به دست آورد.